# Флавій Віктор (консул)
Флавій Віктор (лат. Flavius Victor) — римський полководець та консул IV століття. Служив імператорам Костянтину ІІ, Йовіану та Валенту. Його було назначено консулом у 369 році, разом з Флавієм Валентініаном Галатом.

## Ранні роки життя та служба у перській компанії Юліана ІІ
Був народжений у родині Сарматів. Служив при королівському дворі Костянтина ІІ як офіційна особа.[2] При Юліані ІІ його було назначено комітом rei militaris і обіймав цю посаду протягом двох років: 362-363. Напередодні кампанії проти Імперії Сасанідів, Юліан ІІ доручив Віктору перебросити війська з Костянтинополя да Антіохії. Коли війська Юліана досягли місця призначення, Віктора було назначено на чолі війська. Під час походу на столицю Сасадинів Ктесифон, Віктор очолював розвідку, яка йшла попереду війська та перевіряла дорогу на наявність пасток, які могли бути залишеними Персидьською Армією, та під час битви за Ктесифон у 363 році н. е. перебував у авангарді війська, яке зіткнулось та розбило військо синя Сасадинського Царя Шапура ІІ.
Після цього, Віктор і його товариші генерали намагалися переконати Юліана ІІ не перетинати річку Негардеа, але, враховуючи наказ Імператора, який призвів до помилки, Віктор був змушений відступити після зустрічі жорсткого опору. У наступній битві перси були змушені відійти до стін Ктесифону, однак під час бою повководця було поранено у плече. Також він заборонив своїм солдатам заходити у місто для того, щоб добити відступаючих персів, бо боявся, що це може бути пастка.
Після смерті Юліана ІІ одразу після битві за Самарру, Віктор та багато блиближених до двору осіб почали вибирати того, хто замінить Костянтина ІІ, однак не хотіли погоджуватись з пропозиціями гальських офіцерів. Згодом, він та більшість осіб зипинило свій вибір на Салютії, які відмовився від обрання Солдатським Імператором. Тому імператором було обрано Йовіана, який назначив Віктора Magister equitum у 363 році, і цю посаду він обіймав до 379 року н.е.

## Кар'єра при Імператорі Валенті
Після смерті Йовіана, новим імператором було обрано Валентиніана І, і Віктора було послано служити при дворі імператора Східної Римської Імперії, його соправителя, Валента. У 366 році, імператор послав його до готів, які проводили повстання на чолі з узурпатором Прокопієм, та також надати оцінку точності звітів щодо настроїв у регіоні та готовності армії узурпатор вести війну. У 369 році, його було послано разом з Флавієм Орінфеєм для мирних переговорів з Готами по закінченню першої Війни Валенса з Готами. Того ж року, Валенс нагородив Віктора за його службу, зробивши його consul posterior.
У 377 році його було надіслано до Імперії Сасадинів стосовно переговорі щодо спірної території Арменії. Однак перегвори були скасовані наслідок нової Війни с Готами, та їх вторгнення до Діоцезу Фракії. З'єднавшись з військами Валенса, він порадив імператору спершу дочекатися з'єднання з армією Граціана до вступу у Андріанопольську Битву, але його пропизиція була проігнорована. В цій битві Римляни програли, Валента було вбито, і всі його спроби знайти тіло на полі бою були марними. Однак, Віктор вдало витягнув свої угруповання з поля бою, і швидко пересік усю Македонію аж до Паннонії, щоб сповістити, щоб сповістит Граціана про поразку.
Після Війни Віктор пішов зі служби та осів у одному з передмістів Константинополя у 380 році, і був живий станом на 382 рік.
Віктор був затятим прихильником католицизму, як відомо,  критикував імператора, який був прихильнином аріанської церкви за те, саме через те, що він прислідував католиків, Бог наслав на нього Божу Кару та саме тому похід Андріанаполь не був успішним.
Був одружений з принцесою Шазідат, дочкою Мавії, Арабської цариці-войовниці.